# Anton Xantir
Anton Ígorevitx Xantir (en rus Антон Игоревич Шантырь, Budapest, 4 de febrer de 1976) és un ciclista rus, que competí en ciclisme en pista i professionalment en ruta entre 1998 i 2003.
Va guanyar una medalla de plata als Jocs Olímpics d'Atlanta en la prova de Persecució per equips.

## Palmarès en pista
- 1991
  -  Campió del món júnior en Persecució per equips (amb Nikolai Kuznetsov, Roman Saprykhine i Alexander Ivankin)
- 1992
  -  Campió del món júnior en Persecució per equips (amb Igor Soloviev, Roman Saprykhine i Alexei Bjakov)
- 1996
  -  Medalla de plata als Jocs Olímpics d'Atlanta en la prova de persecució per equips, junt a Nikolai Kuznetsov, Aleksei Màrkov i Eduard Gritsun

### Resultats a laCopa del Món en pista
- 1997
  - 1r a Cali i Trexlertown, en Persecució per equips

## Palmarès en ruta
- 1997
  - 1r a la Volta a Saxònia
  - 1r a la Volta a Toledo